# Glosar de speologie
Prezentul glosar de speologie conține termeni din domeniul explorării peșterilor, precum și noțiuni geografice, ecologice și tehnice conexe subiectului.

## A
- abis - deschizătură adâncă într-un versant muntos (calcaros) căreia nu i se vede fundul.
- acetilenă - gaz incolor, utilizat și la iluminat în explorări speologice (vezi lampă de carbid).
- activă - se zice despre o peșteră, galerie, aven prin care circulă un curs subteran de apă (vezi și fosilă).
- acvifer - depozit de roci permeabile, care înamagazinează mari cantități de apă și permite mișcarea acesteia.
- acvifer liber -  (sau acvifer freatic) acvifer aflat la adâncime mai mică și care se încarcă direct cu apa din precipitații sau din râuri sau lacuri.
- acvifer captiv - acvifer aflat sub cel liber, fiind despărțit de acesta printr-un strat impermeabil sau semi-impermeabil.
- anemolite - formație concreționară (stalactită, stalagmită etc.) deviată prin împingerea laterală a apei, care se evaporă datorită curenților de aer din galeriile subterane.
- antropospeologie - disciplină care studiază resturile fosile umane din peșteri.
- autocaptare - fenomen caracteristic regiunilor carstice, prin care un râu își captează propriile ape.
- aven - cavitate naturală dezvoltată predominant pe verticală și care conține numeroase puțuri pentru parcurgerea cărora este necesară cunoașterea tehnicii speologiei alpine.

## B
- bigăr - ieșirea la suprafață, la exterior sau în peșteri, ca un izvor puternic, a apelor din zonele carstice care au circulat prin goluri subterane; vezi și izbuc.
- biospeologie - știința care studiază viața animalelor și plantelor care trăiesc în peșteri.
- blocator de mână - dispozitiv mecanic utilizat pentru urcarea pe coardă (sinonim: poignée).
- blocator de piept - dispozitiv mecanic folosit pentru urcarea pe coardă (sinonim: crol).
- brener - arzător pentru flacăra de acetilenă.
- buclă - bucată de coardă sau chingă, având capetele înnodate sau cusute între ele.

## C
- calcar - rocă sedimentară, ușor solubilă în apă și care stă la baza proceselor carstice, soldate cu apariția peșterilor și a altor cavități geologice.
- calcită - carbonat de calciu (CaCO3) rezultat din dizolvarea calcarului de către apele de infiltrație din zonele carstice; intră în alcătuirea "laptelui de stâncă" și a concrețiunilor din peșteri.
- canyoning - operația de parcurgere în mod descendent a unui canion pe firul apei, folosind tehnici și echipamente specifice.
- carabinieră - o verigă metalică, având ca sistem de deschidere spre interior o clapetă folosită ca element de legătură a corzilor la escaladări (vezi și scăriță speologică).
- carst - complex de fenomene naturale, geologice, cuprinzând diferite procese de dizolvare a unor roci solubile (calcare, gipsolare) în apele de suprafață sau de infiltrație - doline, avene, chei, peșteri, lapiezuri, etc.
- carstificare - proces geologic de dizolvare a unor roci solubile, dând naștere fenomenelor carstice.
- catacombă - galerie subterană lungă și îngustă.
- cavernă - vezi peșteră.
- cavernicol - specific peșterii, care ține de peșteră, care trăiește sau care crește în peșteră.
- cavernos - care are caverne; care se referă la caverne.
- chiropterit - zăcământ de fosfați realizat în peșteri pe seama unor depozite vechi de guano.
- coardă - mănunchi de mii de fibre sintetice de aceeași lungime, cu diametrul variind în general între 8 și 12 mm; se utilizează la coborâre și urcare.
- colaps - prăbușire deasupra unor goluri naturale în scoarță, indiferent de originea lor (erozivă, explozivă etc.); în zonele vulcanice poate conduce la individualizarea unor caldere, în regiunile carstice, la formarea unor doline sau în zone cu sare, după dizolvare la brecii.
- coloane - forme care apar în peșteri, ca rezultat al unirii stalactitelor și stalagmitelor; apar și în cadrul versanților datorită dezvoltării scurgerii combinate în înghețul și dezghețul manifestat pe diaclaze.
- concrețiuni - formă de depunere a carbonatului de calciu din apa de infiltrație pe pereții unei peșteri (stalactite, stalagmite, coloane, văluri etc.); sinonim: formațiuni de peșteră.
- crol - vezi blocator de piept.

## D
- decroșare - tehnica de scoatere a unui accidentat de pe coardă.
- demirond - verigă semicirculară pentru închiderea hamului speologic și atașarea restului de echipamente.
- diaclază - fisură majoră, verticală a stratelor de rocă, întâlnită des în peșteri.
- dolină -  formă de relief carstic de tip negativ, cu aspect de pâlnie, formată prin dizolvarea la suprafață a unor roci solubile.
- dornă - lac adânc, subteran (în peșteri), vârtej, vâltoare, bulboacă.
- draperie parietală - depuneri de calcit ce îmbracă pereții golurilor subterane.

## E
- echipament colectiv - totalul de echipamente necedare parcurgerii unei peșteri verticale, pe lângă echipamentul individual.
- echipament individual - echipamentul folosit de un speolog în parcurgerea verticalelor.
- emergență - vezi izbuc.
- endocarst - știința care studiază fenomenele din interiorul unui masiv carstic.
- exocarst - știința care studiază fenomenele din exteriorul unui masiv carstic.
- exurgență - ieșire la zi a apelor, care au circulat printr-un masiv de calcar, fără a se cunoaște insurgența sistemului; poate fi izbuc sau izvor (vezi și resurgență).

## F
- formațiuni (de peșteră)  - vezi concrețiuni.
- fosilă - se zice despre o peșteră, galerie, aven prin care nu mai circulă  niciun curs subteran de apă (vezi și activă).
- fotofor - lampă electrică portativă care se prinde de casca celui care o poartă (speolog, miner etc.)

## G
- galerie - culoar strâmt, rezultat al scurgerii apelor prin diaclazele care intersectează culoarele de calcare.
- ghețar - masă de gheață naturală, permanentă, prezentă atât în regiunile polare, cât și în peșteri și în avene.
- grotă - vezi peșteră
- gur - formațiune carstică, aflată pe podeaua peșterilor, care constă din zone îngrădite de depuneri calcitice, de obicei umplute cu apă.

## I
- izbuc -  izvor de apă cu debit intermitent care se formează în regiunile carstice și funcționează pe principiul sifonului; sinonime: emergență, izvor vaucluzian, resurgență; vezi și exurgență.
- izvor vaucluzian - vezi izbuc.

## J
- jama - puț carstic sau aven de mari dimensiuni.

## L
- lapiez - formă de relief carstic rezultată prin coroziunea rocilor solubile de către apele de șiroire.
- lonjă de regrupare - vezi zelb.
- lungime (a unei peșteri) - suma lungimilor tuturor galeriilor, la care se adaugă puțurile coborâte, hornurile urcate, sifoanele plonjate.

## M
- marmită - excavație circulară sculptată (de la câțiva decimetri la mai mulți metri în diametru) de curenții turbionari ai râurilor.
- merocarst - carst incipient, limitat mai ales la unele forme de adâncime, din cauza stratelor subțiri și calcarelor cu facies marnos sau cretos.
- mofetă - produs gazos, constituit in cea mai mare parte din dioxid de carbon, care străbate prin crăpăturile scoarței terestre în fazele finale ale activității vulcanice, în regiunile vulcanice sau adiacente.
- montmilch - depozite albe și moi de calcită îmbibată cu apă, care se formează în anumițe condiții pe pereții peșterilor.

## P
- peșteră - cavitate, scobitură naturală subterană adâncă și mare, formată prin dizolvarea unor roci solubile de către apele de infiltrație; sinonime: grotă, cavernă.
- pierdere de apă - fenomen specific regiunilor carstice, constând din dispariția de la suprafața Pământului a unui curs de apă prin ponoare, sorburi, peșteri sau prin infiltrarea treptată în prundișul albiei.
- platou carstic - suprafață aproape plană, cu formatiuni carstice (peșteri, doline, avene, ponoare, văi oarbe, lapiezuri etc.).
- pod natural - arcadă de stâncă, rest a unei peșteri prăbușite.
- poignée - vezi blocator de mână.
- polie - (scris și polje) depresiune carstică închisă; pe fundul ei plat curge o apă care obișnuit se pierde în pământ, dar care la viituri umple depresiunea, formând un lac temporar.
- polje - vezi polie.
- ponor:

-  povârniș abrupt sau adâncitură formată prin prăbușirea, ruperea sau alunecarea unor straturi de teren;
- formă de relief rezultată prin asocierea liniară și laterală a dolinelor, care dă terenurilor calcaroase un aspect adâncit.
- portal - gură de peșteră de mari dimensiuni.
- puț absorbant - aven în care dispare un curs de apă.

## R
- relief carstic - relief specific regiunilor cu roci solubile (calcar, gips, sare); se caracterizează prin platouri, văi oarbe, chei, abrupturi, doline, polii, ponoare, sorburi, izbucuri, avene, peșteri etc., generate de acțiunea de dizolvare și de circulatie a apei pe canale subterane.
- resurgență - vezi izbuc.

## S
- sifon - canal natural de forma literei U întors prin care sunt drenate apele din grote sau din alte goluri subterane.
- stalactită - formă de depunere, în peșteri, a rocilor solubile, care atârnă pe tavan ca un țurțure, cu forma conică, având baza în sus (vezi și stalagmită).
- stalagmită - formă de depunere, în peșteri, a rocilor solubile, care se ridică de pe podea, având forma unui con cu vârful în sus (vezi și stalactită).

## T
- tuf - rocă cu aspect poros și duritate redusă, rezultând din precipitarea carbonatului de calciu (calcită) în cazul unor izvoare carstice sau din răcirea și cimentarea unor cenuși vulcanice.
- turn de presiune - sector al unei peșteri cu secțiune circulară sau ovală, care indică faptul că în acel loc apa a curs sub presiune.

## U
- uvală - formă carstică de suprafață, de formă alungită, puțin adâncă, provenită din unirea mai multor doline.

## V
- verigă rapidă - tip de carabinieră cu siguranță fără clapetă și a cărei închidere se realizează prin înfiletarea unui șurub.

## Z
- zelb - segment de coardă de lungime variabilă ce se folosește în escaladă pentru odihnă și auto-asigurare (sinonim: lonjă de regrupare; vezi și scăriță speologică).